# Conops pruinosus
Conops pruinosus är en tvåvingeart som beskrevs av Jacques-Marie-Frangile Bigot 1887. Conops pruinosus ingår i släktet Conops och familjen stekelflugor. Inga underarter finns listade i Catalogue of Life.